# Kai Reus
Kai Reus (Winkel, 11 de marzo de 1985) es un ciclista neerlandés.

## Biografía
Campeón del mundo júnior y ganador de la Copa del Mundo UCI Junior en 2003, Kai Reus se unió al Rabobank GS3 en 2004. En ese equipo consiguió grandes victorias, como el Tríptico de Barrages, la Lieja-Bastoña-Lieja sub-23 y el Tour de Normandía. En junio de 2006 ganó los campeonatos de los Países Bajos en ruta y en contrarreloj sub-23. Al mes siguiente, se convirtió en miembro del primer equipo del Rabobank.
Durante el mes de julio de 2007, se cae entrenando en el col de l'Iseran. Sufre una fractura de clavícula y una hemorragia cerebral, que le sumerge en un estado de coma inducido durante once días, después el sale del hospital en agosto.
No vuelve a correr más hasta el fin de la temporada 2008, retornando a la competición en el Tour de Misuri. Gana por primera vez desde 2006 la segunda etapa de la Vuelta a Gran Bretaña entrando en solitario donde además se colocó de líder.
Al comienzo del año 2010, se le diagnostica una mononucleosis. Lejos de la competición de nuevo, volvió a correr de nuevo en el Gran Premio de Frankfurt el 1 de mayo y posteriormente fue fichado pro el equipo De Rijke para el resto de la temporada 2011.
En 2012 pasó al equipo estadounidense UnitedHealthcare Pro Cycling Team.

## Palmarés
2005
- Tour de Normandía, más 1 etapa
- Gran Premio Pino Cerami
- Tour de Thuringe, más 1 etapa
- 2 etapas del Circuito Montañés

2006
- Tour de Normandía, más 2 etapas
- Vuelta a Holanda Septentrional
- Lieja-Bastoña-Lieja sub-23

2009
- 1 etapa de la Vuelta a Gran Bretaña

2011
- Mi Aout en Bretagne

2012
- 1 etapa de la Vuelta a Portugal